# العلاقات السلوفينية الطاجيكستانية
العلاقات السلوفينية الطاجيكستانية هي العلاقات الثنائية التي تجمع بين سلوفينيا وطاجيكستان.

## مقارنة بين البلدين
هذه مقارنة عامة ومرجعية للدولتين:
| وجه المقارنة                                              | سلوفينيا                                                      | طاجيكستان                          |
| --------------------------------------------------------- | ------------------------------------------------------------- | ---------------------------------- |
| المساحة (كم2)                                             | 20.27 ألف                                                     | 143.10 ألف                         |
| عدد السكان (نسمة)                                         | 2.07 مليون                                                    | 8.92 مليون                         |
| الكثافة السكانية (ن./كم²)                                 | 102.12                                                        | 62.33                              |
| العاصمة                                                   | ليوبليانا                                                     | دوشنبه                             |
| اللغة الرسمية                                             | اللغة السلوفينية، اللغة الإيطالية، لغة مجرية                  | اللغة الطاجيكية                    |
| العملة                                                    | يورو، تولار سلوفيني                                           | ساماني طاجيكي، الروبل الطاجيكستاني |
| الناتج المحلي الإجمالي (بليون دولار)                      | 48.77 مليار                                                   | 7.15 مليار                         |
| الناتج المحلي الإجمالي (تعادل القوة الشرائية) بليون دولار | 66.01 مليار                                                   | 24.03 مليار                        |
| الناتج المحلي الإجمالي الاسمي للفرد دولار أمريكي          | 20.73 ألف                                                     | 925                                |
| الناتج المحلي الإجمالي للفرد دولار أمريكي                 | 30.40 ألف                                                     | 2.69 ألف                           |
| مؤشر التنمية البشرية                                      | 0.880                                                         | 0.624                              |
| رمز المكالمات الدولي                                      | +386                                                          | +992                               |
| رمز الإنترنت                                              | .si                                                           | .tj                                |
| المنطقة الزمنية                                           | توقيت وسط أوروبا، ت ع م+01:00، ت ع م+02:00، أوروبا/ليوبليانا ‏ | ت ع م+05:00                        |

## منظمات دولية مشتركة
يشترك البلدان في عضوية مجموعة من المنظمات الدولية، منها:
| علم المنظمة | اسم المنظمة                        | تاريخ انضمام سلوفينيا | تاريخ انضمام طاجيكستان |
| ----------- | ---------------------------------- | --------------------- | ---------------------- |
|             | مؤسسة التنمية الدولية              | 25 فبراير 1993        | 4 يونيو 1993           |
|             | منظمة الأمن والتعاون في أوروبا     | 24 مارس 1992          | 30 يناير 1992          |
|             | مؤسسة التمويل الدولية              | 25 فبراير 1993        | 2 ديسمبر 1994          |
|             | منظمة حظر الأسلحة الكيميائية       | ?                     | ?                      |
|             | الأمم المتحدة                      | 22 مايو 1992          | 2 مارس 1992            |
|             | الاتحاد الدولي للاتصالات           | 16 يونيو 1992         | 28 أبريل 1994          |
|             | منظمة الشرطة الجنائية الدولية      | ?                     | ?                      |
|             | البنك الدولي للإنشاء والتعمير      | 25 فبراير 1993        | 4 يونيو 1993           |
|             | الاتحاد البريدي العالمي            | ?                     | ?                      |
|             | وكالة ضمان الاستثمار متعدد الأطراف | 19 مارس 1993          | 9 ديسمبر 2002          |
|             | يونسكو                             | 27 مايو 1992          | 6 أبريل 1993           |
|             | الفريق المعني برصد الأرض           | ?                     | ?                      |

## وصلات خارجية
- موقع وزارة الخارجية السلوفينية